# Cos d'Infanteria de Marina de la República de la Xina
El cos de fusellers marins de la República de la Xina (中華民國海軍陸戰隊; pinyin: Zhōnghuá Mínguó Hǎijūn Lùzhàndùi) és el braç amfibi de la Marina de la República de la Xina, nom oficial de Taiwan.
El cos està a càrrec del combat amfibi, de les operacions en contra dels desembarcaments enemics i de les tasques de reforç sobre l'illa de Taiwan i les illes de Kinmen, Wuqiu, i Matsu, així com de la defensa de les instal·lacions de la marina. És desplegada com a força de reacció ràpida i reserva estratègica.

## Organització
Comandament: El comandament del cos de fusellers marins està subordinat a les casernes generals de la marina, a l'estat major general, al ministeri de defensa i al president de la República de la Xina.
El cos està format per: 
- 3 brigades (antigament divisions)
  - #66a brigada marina
  - #77a brigada marina
  - #99a brigada marina
- Diversos grups: 
  - Grup amfibio blindat
  - Grup de reconeixement amfibi (més de la meitat dels 600 membres d'aquest batalló són aborígens taiwanesos)
  - Grup de logística de platja
  - Grup de comunicació, informació i guerra electrònica
  - Comandament de la guarnició de Wuchiu
  - Batalló de la caserna general del cos

## Història
El cos de fusellers marins va ser format el desembre 1914 a partir de l'antic cos dels guardies de la marina. L'any 2004, la República de la Xina (Taiwan) va desplegar una brigada prop de Taipei per defensar-se contra una possible invasió de la República Popular de la Xina. El lema del cos dels fusellers marins de la República de la Xina és "Sempre Fidels", van escollir aquesta frase perquè aquest és el lema en llatí del Cos de Marines dels Estats Units d'Amèrica Semper Fidelis.